# Prefixele telefonice 601 și 769 (Statele Unite ale Americii)

Region covered by area codes 601 and 769

Prefixele telefonice 601 și 769, conform originalului din engleză, Area codes 601 and 769, sunt două prefixe telefonice care sunt folosite simultan pentru partea centrală a statului Mississippi din Statele Unite ale Americii.

## Istoric
Inițial, în 1947, când actualul sistem telefonic cu prefixe fusese format, area code 601 acoperea întreg statul. După cincizeci de ani, în 1997, prefixul 228 a fost creat pentru partea sudică a statului, Mississippi Gulf Coast.  În 1999, prefixul 662 a fost creat pentru jumătatea nordică a statului Mississippi, iar în 2005, primul "prefix de suprapunere", 769, a fost constituit pentru a acoperi simultan zona prefixului 601. În această zonă, din cauza folosirii simultane a prefixelor 601 și 769, folosirea a zece cifre este obligatorie.

## Localități acoperite de prefixele telefonice 601 și 769
| - Bolton, Mississippi - Brandon, Mississippi - Braxton, Mississippi - Brookhaven, Mississippi - Canton, Mississippi - Carthage, Mississippi - Clinton, Mississippi - Columbia, Mississippi - Crystal Springs, Mississippi - Edwards, Mississippi - Florence, Mississippi - Flowood, Mississippi - Forest, Mississippi - Hattiesburg, Mississippi - Hazlehurst, Mississippi - Jackson, Mississippi - Laurel, Mississippi - Lucedale, Mississippi - Lumberton, Mississippi - Madison, Mississippi - Magee, Mississippi - McComb, Mississippi - Mendenhall, Mississippi - Meridian, Mississippi - Monticello, Mississippi - Mount Olive, Mississippi - Morton, Mississippi | - Natchez, Mississippi - Newton, Mississippi - Ovett, Mississippi - Pearl, Mississippi - Pelahatchie, Mississippi - Petal, Mississippi - Philadelphia, Mississippi - Picayune, Mississippi - Poplarville, Mississippi - Port Gibson, Mississippi - Prentiss, Mississippi - Puckett, Mississippi - Purvis, Mississippi - Quitman, Mississippi - Raleigh, Mississippi - Raymond, Mississippi - Richland, Mississippi - Ridgeland, Mississippi - Terry, Mississippi - Tylertown, Mississippi - Utica, Mississippi - Vicksburg, Mississippi - Washington, Mississippi - Waynesboro, Mississippi - Wesson, Mississippi - Wiggins, Mississippi |